# Ningbo International Circuit
Il Ningbo International Circuit (in italiano Circuito internazionale di Ningbo) è un circuito di gara situato vicino alla città portuale cinese di Ningbo, nella provincia di Zhejiang. Il proprietario del circuito è il costruttore motoristico cinese Geely. Il tracciato è lungo 4015 metri, presenta 22 curve con un dislivello di 24 metri.

## Descrizione
Il circuito è stato progettato da Alan Wilson, che è anche responsabile della progettazione, tra gli altri, del Miller Motorsports Park e del Barber Motorsports Park situati negli Stati Uniti. il 28 dicembre 2015 sono iniziati i lavori per la costruzione del circuito, poi inaugurato a settembre 2017 con una spesa totale di 122 milioni di euro.
La pista è omologato alla FIA nella classe 2. Ciò significa che il circuito soddisfa tutte le misure di sicurezza, per ciascuna classe di corse automobilistiche, con l'eccezione della Formula 1.
Ad agosto 2017, il circuito è stato battezzato da un evento del campionato cinese di Formula 4. Nell'ottobre 2017 è seguita la prima competizione internazionale, con il settimo turno della stagione 2017 del WTCC.